# Брабансони
Брабансони су били најамничка пешадија из Фландрије, која се у 12. веку борила у служби немачких, француских и енглеских владара.

## Историја
Брабансони су се као најамничка пешадија појавили током 12. века, пореклом из Брабанта, наоружани и опремљени за блиску борбу копљем и оклопом. Као најефикасније пешаке оног времена, Брабансоне узимају у службу многи владаоци - немачки цареви, енглески и француски краљеви. Као сви најамници средњег века, одавали су се пљачки када су били незапослени, па назив Брабансони постаје и синоним за разбојнике.